# Forum 66
Il Forum 66 (in cinese 市府 恒隆 广场) è un complesso di due torri gemelle situato a Shenyang, in Cina. Il complesso è costituito da due grattacieli: la torre 1 è alta 384 m con 76 piani e la torre 2 è alta 351 m con 68 piani.